# Throop (Pensilvania)
Throop es un borough ubicado en el condado de Lackawanna en el estado estadounidense de Pensilvania. En el año 2000 tenía una población de 4,010 habitantes y una densidad poblacional de 307 personas por km².

## Geografía
Throop se encuentra ubicado en las coordenadas 41°26′44″N 75°36′52″O / 41.44556, -75.61444.

## Demografía
Según la Oficina del Censo en 2000 los ingresos medios por hogar en la localidad eran de $34,389 y los ingresos medios por familia eran $38,929. Los hombres tenían unos ingresos medios de $30,254 frente a los $21,275 para las mujeres. La renta per cápita para la localidad era de $16,998. Alrededor del 10.5% de la población estaba por debajo del umbral de pobreza.